# コーストライン (スリランカ)
コーストラインは、スリランカのコロンボ・フォート駅からゴール駅、マータラ駅を経由しベリアッタ駅までを結ぶ鉄道路線である。さらにハンバントタを経由しながらカタラガマまでの延伸工事が現在進行中である。カルタラからマータラ間を最大速度100 km/hで、マータラからベリアッタ間を最大速度120 km/hでの走行を実行しており、スリランカ国内最高速度で走行している路線でもある。

## 路線経路
コーストラインはマラダーナ駅を起点としコロンボ港を通っていき、殆ど西側の沿岸に沿いながら南方面に向かって走る。そのため殆どの西側沿岸の景色はよく見渡せる。パナドゥラを通り抜け、やがてカルタラに着く。カルタラから先、ゴール駅でスイッチバックを行い、マータラを経由してベリアッタまで向かう。
マータラからベリアッタまでの区間は10%が高架橋で建設されており、途中にはスリランカ最長の鉄道トンネル（615 m）やスリランカ最長かつ最も高い場所に掛かる鉄道橋が存在する。

## 歴史
コーストラインはメインライン、マータレーラインの次に建設された3番目の鉄道路線である。
建設はコロンボ側から行われ、1877年3月1日にモラトゥワまでが開通した。その後延伸工事が続けられ、同年9月1日にはパナドゥラまで、1879年9月22日にカルタラまで、1890年にはアルトゥガマまで、1893年にはアンバランゴダまでが開通した。その後も建設は続き、1895年12月17日にマータラまでの全線が開通した。
2011年から2012年にかけ、カルタラからマータラまでの区間で線路改良工事が行われた。線路と枕木を更新し、同区間の最高速度が時速100 kmまで引き上げられた。これにより、これまで3時間40分かかっていたコロンボからマータラまでの区間がちょうど2時間で行き来できるようになった。
2019年現在中国輸出入銀行の融資によってマータラからカタラガマまでの延伸工事が行われており、2019年1月6日にはベリアッタまでの26 kmが開業した。マータラからベリアッタまでの区間の建設費は27億8,200万USドルである。フェーズ2では国際港のあるハンバントタ、フェーズ3ではカタラガマまでの延伸が計画されており、フェーズ2の建設費は600万USドルが見込まれている。沿岸部の自然保護のため、ベリアッタを過ぎると線路は内陸を通過するようになる。また、ベリアッタからマータラ、カタラガマまでの環境アセスメントも既に議会で承認されている。しかし、2019年4月現在ベリアッタから先への延伸工事は着工していない。

## データ

### 主要な駅一覧
公式サイトによると主要な駅は以下の通り。
| 駅名                   | 累計営業キロ | 所在地         | 所在地                     | 備考                                     |
| ---------------------- | ------------ | -------------- | -------------------------- | ---------------------------------------- |
| コロンボ・フォート駅   | 0.0          | コ ロ ン ボ 県 | コロンボ                   | メインラインと接続                       |
| スレイブ・アイランド駅 | 1.72         | コ ロ ン ボ 県 | コロンボ                   |                                          |
| コルピティヤ駅         | 3.108        | コ ロ ン ボ 県 | コロンボ                   |                                          |
| バンバラピティヤ駅     | 5.125        | コ ロ ン ボ 県 | コロンボ                   |                                          |
| ウェラワット駅         | 7.245        | コ ロ ン ボ 県 | コロンボ                   |                                          |
| デヒワラ駅             | 9.957        | コ ロ ン ボ 県 | デヒワラ・マウントラビニア | デヒワラ動物園の所在地                   |
| マウントラビニア駅     | 12.211       | コ ロ ン ボ 県 | デヒワラ・マウントラビニア |                                          |
| ラトゥマラナ駅         | 14.01        | コ ロ ン ボ 県 | デヒワラ・マウントラビニア | ラトゥマラナ空港の所在地                 |
| アグラナ駅             | 15.939       | コ ロ ン ボ 県 | モラトゥワ                 |                                          |
| ルナワ駅               | 17.366       | コ ロ ン ボ 県 | モラトゥワ                 |                                          |
| モラトゥワ駅           | 18.949       | コ ロ ン ボ 県 | モラトゥワ                 |                                          |
| パナドゥラ駅           | 26.249       | カ ル タ ラ 県 | パナドゥラ                 |                                          |
| ワッドゥワ駅           | 32.461       | カ ル タ ラ 県 | ワッドゥワ                 |                                          |
| カルタラ・ノース駅     | 39.868       | カ ル タ ラ 県 | ワッドゥワ                 |                                          |
| カルタラ・サウス駅     | 41.857       | カ ル タ ラ 県 | カルタラ                   | ここから南の区間では最高時速100 km/h     |
| パヤガラ・サウス駅     | 49.256       | カ ル タ ラ 県 | マゴナ                     |                                          |
| ベルウェラ駅           | 54.326       | カ ル タ ラ 県 | ベルウェラ                 |                                          |
| アルトゥガマ駅         | 59.661       | カ ル タ ラ 県 | アルトゥガマ               |                                          |
| ベントタ駅             | 60.958       | ゴ ー ル 県    | ベントタ                   |                                          |
| インドゥルワ駅         | 64.939       | ゴ ー ル 県    | インドゥルワ               |                                          |
| コスゴダ駅             | 71.067       | ゴ ー ル 県    | コスゴダ                   |                                          |
| バラピティヤ駅         | 78.205       | ゴ ー ル 県    | バラピティヤ               |                                          |
| アンバランゴダ駅       | 83.127       | ゴ ー ル 県    | アンバランゴダ             |                                          |
| ヒッカドゥワ駅         | 95.128       | ゴ ー ル 県    | ヒッカドゥワ               |                                          |
| ドダンドゥワ駅         | 101.525      | ゴ ー ル 県    | ドダンドゥワ               |                                          |
| ギントタ駅             | 108.301      | ゴ ー ル 県    | ゴール                     |                                          |
| ゴール駅               | 113.88       | ゴ ー ル 県    | ゴール                     |                                          |
| タルプ駅               | 124.339      | ゴ ー ル 県    | タルプ                     |                                          |
| コッガラ駅             | 129.1        | ゴ ー ル 県    | コッガラ                   | コッガラ空港の所在地                     |
| アハンガマ駅           | 134.159      | ゴ ー ル 県    | アハンガマ                 |                                          |
| ウェリガマ駅           | 142.824      | マ ー タ ラ 県 | ウェリガマ                 |                                          |
| ポルワトゥモダラ駅     | 146.248      | マ ー タ ラ 県 |                            |                                          |
| ミリッサ駅             | 147.556      | マ ー タ ラ 県 |                            |                                          |
| カンブルーガマワ駅     | 151.353      | マ ー タ ラ 県 | カンブルーガマワ           |                                          |
| マータラ駅             | 156.813      | マ ー タ ラ 県 | マータラ                   | ここから先ベリアッタまで最高時速120 km/h |
| ベリアッタ駅           | 183.7        | マ ー タ ラ 県 | ベリアッタ                 |                                          |